# John Irving (fotbalist englez)
John Irving (n. 17 septembrie 1989, Portsmouth) este un fotbalist englez care evoluează la clubul galez Bala Town FC pe postul de fundaș. Anterior a evoluat și la clubul Everton FC din Premier League.